# Leonid Pitamic
Leonid Pitamic (tudi Leonidas, Leonide), slovenski pravnik, filozof prava, politik, diplomat in prevajalec, * 15. december 1885, Postojna, † 30. junij 1971, Ljubljana.

## Življenje
Po šolanju v Gorici je maturiral na dunajski akademiji Theresianum, nakar se je vpisal na dunajsko pravno fakulteto in leta 1908 doktoriral. Služboval je v okrajnih upravnih službah v Krškem, Litiji, Postojni, pri deželni vladi v Ljubljani ter pri predsedstvu ministrskega sveta na Dunaju.
Leta 1915 je na dunajski univerzi komaj 30-leten habilitiral za docenta za splošno in avstrijsko državno pravo, kasneje še za filozofijo prava (1917). Leta 1918 je po razpadu Avstro-Ogrske deloval v upravni komisiji Narodne vlade v Ljubljani.
Kot ekspert je sodeloval na mirovni konferenci v Parizu (1919), ter bil član razmejitvene komisije med Avstrijo in Jugoslavijo (1920), istočasno pa je bil ob ustanovitvi Univerze v Ljubljani imenovan med prve redne profesorje pravne fakultete in izvoljen za njenega prvega dekana. Delovanje fakultete je otvoril dne 15.4.1920 s predavanjem Pravo in revolucija.
Septembra 1920 je bil za nekaj časa imenovan v Deželno vlado za Slovenijo, kjer je spočetka vodil poverjeništvo za notranje zadeve in bil pristojen za izvedbo prvih volitev v ustavodajno skupščino. Decembra 1920 je prevzel predsedstvo Deželne vlade za Slovenijo.
Diplomatsko je bil dejaven kot namestnik jugoslovanskega delegata pri letnih skupščinah Društva narodov v Ženevi, kot stalni član arbitrarnega sodišča v Haagu in med letoma 1929 in 1935 kot izredni poslanik in pooblaščeni minister (veleposlanik) Kraljevine Jugoslavije pri vladi v ZDA v Washingtonu.
Kot rektor je vodil ljubljansko univerzo v letu 1926/27 in naslednje leto kot prorektor, po zaključku diplomatske službe (1935) je deloval kot profesor na univerzah v Ljubljani in Univerzi v Zagrebu in bil v letih 1940/41 ponovno dekan ljubljanske pravne fakultete, dokler ga 1951 niso upokojili.
Od 1928 je bil dopisni član Jugoslovanske akademije znanosti in umetnosti v Zagrebu, od ustanovitve tudi redni član Akademije znanosti in umetnosti (1938). Po drugo svetovni vojni mu je režim leta 1948 odvzel članstvo; posmrtno je bil rehabilitiran na Skupščini SAZU decembra 1996.
Bil je human, skromen ter globoko veren, etičen in socialno čuteč človek, pristaš politične nevtralnosti in zagovornik tolerantnosti. Tako ni bil nikoli član politične stranke, na področju dobrodelnosti sta s Franom Saleškim Finžgarjem vodila škofijsko Vincencijevo družbo.

## Delo
Leonid Pitamic predstavlja enega naših največjih znanstvenikov na pravnem in političnem področju, njegova dela so postala mednarodno prepoznavna. Med ustvarjenimi deli, v katerem je čez 70 naslovov, je najbolj znana Država iz leta 1927 (ang. izdaja: A treatise on the state, 1933). Pisal je v več jezikih, poleg v slovenščini predvsem še v nemščini in angleščini, kamor je tudi prevajal.